# Eugnosta hypsitropha
Eugnosta hypsitropha es una especie de polilla de la tribu Cochylini, familia Tortricidae. Fue descrita científicamente por Bradley en 1965.

## Distribución
Se encuentra en las montañas Rwenzori en Uganda.